# Opel
Opel je nemški proizvajalec avtomobilov. Od leta 2021 spada h koncernu Stellantis; pred tem je bil od leta 2017 del francoskega Groupe PSA in od leta 1929 do 2017 del General Motors. Sedež podjetja je v Rüsselheimu v Nemčiji. Oplova vozila se v Združenem kraljestvu prodajajo pod znamko Vauxhall.
Podjetje je leta 1862 ustanovil nemški poslovnež Adam Opel. Opel izdeluje avtomobile od leta 1899, leta 1929 pa se je preoblikovalo v delniško družbo (Aktiengesellschaft).

## Zgodovina
Sprva je Opel izdeloval šivalne stroje in dvokolesa. V dvajsetih letih dvajsetega stoletja so bili največji proizvajalec koles na svetu. Kmalu zatem so začeli s proizvodnjo avtomobilov in motornih koles. V petdesetih letih dvajsetega stoletja so izdelovali tudi hladilnike. Prvi pomembnejši avtomobilski model je bil Opel Olympia. Bil je prvi avtomobil s samonosno jekleno karoserijo. Leta 1936 so prodali oddelek motornih koles podjetju NSU. Pred izbruhom druge svetovne vojne je paleta modelov obsegala modele Kadett, Olympia, Kapitän in Admiral. Po drugi svetovni vojni je nekatere proizvodne obrate zasegla Sovjetska zveza. Model Olympia je leta 1953 nasledil Rekord. Kadeta so po vojni začeli proizvajati šele leta 1962. Seveda je bil razvit popolnoma na novo. Šestdeseta in sedemdeseta leta so bila za Opel leta razcveta. Ob Volkswagnu je bil druga največja avtomobilska tovarna. Sredi devetdesetih let je podjetje zašlo v težave. Del vodilnih delavcev je prebegnil k Volkswagnu. Govorilo se je, da so s seboj odnesli tudi nekatere razvojne dokumente. Prišlo je do več kot 10 % nazadovanja v proizvodnji in milijardnih izgub. Število zaposlenih se je v desetih letih iz 46.000 zmanjšalo na 28.000. Sedaj podjetje počasi spet okreva.